# Charlie Gillespie
Charles Jeffrey Gillespie (Dieppe, 26 de agosto de 1998) es un actor y músico canadiense. Es conocido por interpretar a Luke en la serie de Netflix Julie and The Phantoms y también por sus papeles en la serie Charmed y la películas Runt y Speed kills.

## Vida personal
Charlie nació y se crio en Dieppe, Nuevo Brunswick, Canadá. Habla con fluidez los idiomas oficiales de su provincia: francés e inglés. 
Gillespie tiene tres hermanos mayores y una hermana menor. Todos fueron animados por su madre a tocar instrumentos desde niños. Charlie siempre tocó la guitarra acústica y comenzó a tocar la guitarra eléctrica para su papel en Julie and the Phantoms.
Después de terminar la escuela secundaria, Gillespie se mudó a Toronto y más tarde a Los Ángeles para convertirse en actor.
Gillespie es voluntario en Mare Nostrum; una fundación que trabaja para la conservación de océanos centrándose en la contaminación marina, la sobrepesca y el cambio climático.

## Carrera
En 2020, Charlie Gillespie ganó fama tras protagonizar la serie musical de Netflix Julie and the Phantoms, en la cual interpretó a Luke. En la serie, Gillespie canta y toca la guitarra; además junto con su coprotagonista Madison Reyes, escribió 'Perfect Harmony', canción que es parte de la banda sonora oficial de la serie.

## Filmografía
| Año  | Título                                | Personaje         | Notas               |
| ---- | ------------------------------------- | ----------------- | ------------------- |
| 2014 | The Outlaw League                     | Tiger             | Película            |
| 2015 | Galala                                | Local Host        | 1 episodio          |
| 2016 | 2nd Generation                        | Brody Johnson     | Personaje principal |
| 2017 | Degrassi: Next Class                  | Oliver            | 2 episodios         |
| 2017 | The Next Step                         | Marcus            | 1 episodio          |
| 2018 | Charmed (serie de televisión de 2018) | Brian             | 2 episodios         |
| 2018 | Speed Kills                           | Andrew Aronoff    | Película            |
| 2019 | Consequénces                          | Pierre-François   | Personaje principal |
| 2019 | I Am the Night (serie de televisión)  | Surfer Hank       | 1 episodio          |
| 2019 | The Rest of Us                        | Nathan            | Película            |
| 2020 | Runt                                  | D-Rat Ronnie      | Película            |
| 2020 | Julie and the Phantoms                | Luke Patterson    | Personaje principal |
| 2021 | Love You Anyways                      | Lucas Parker      |                     |
| 2022 | The Class                             | Jason             |                     |
| 2023 | Deltopia                              | Jack              |                     |
| 2023 | Totally Killer                        | Blake adolescente |                     |